# 奈安瓜鎮區 (密蘇里州韋伯斯特縣)
奈安瓜鎮區（英語：Niangua Township）是位於美國密蘇里州韋伯斯特縣的一個行政鎮區。

## 地方資料
奈安瓜鎮區的面積為87.91平方千米，當中陸地面積為87.68平方千米，而水域面積為0.23平方千米。根據2020年美國人口普查的數據，當地共有人口1229人，而人口密度為每平方千米13.98人。